# Оља Бајрами
Оља Бајрами (Добој, 21. март 1986) босанскохерцеговачка је поп и поп-фолк пјевачица. Најпознатији хитови су јој На мору Црне Горе (са Ди-џеј Ђуром, 2013) и Мјесечар (2017). Била је и учесница ријалитија Задруга 2.

## Биографија
Рођена је 21. марта 1986. године у Добоју. Отац је напустио породицу док је Оља била тинејџерка, 15-годишњакиња. Има једну сестру. Мајка им се бави бизнисом и политиком.

### Образовање и музичка каријера
Основну и средњу школу завршила је у родном граду. Преселила се у главни град БиХ и ту уписала ФПН Универзитета у Сарајеву.
Са својом мајком је живјела једно вријеме у сиромаштву; прва прилика за допринос кућном буџету пружила јој се на модној ревији, када је ту наступила као пјевачица. Први наступ је имала у Тузли, по сугестији колегинице Весне Мрак да започне музичку професионалну каријеру. Послије више наступа на овом мјесту, 2010. године је запазила пјевачица Јана и позвала да пјевају на ромским свадбама; током овог једногодишњег периода, обишла је Европу. Наступала је и са Халидом Муслимовићем на његовим концертима.
Прву пјесму објавила је 2012. године, под насловом Пола Балкана; текст, музику и аранжман ове пјесме — која је брзо постала хит — радили су Саша Лазић и Дамир Хандановић, а продукцију Марко Кон.
Од 2012. године, између осталих, објављује пјесме: Избриши мој број (2012), Паника (2012), Промаја у глави (са Динчом, 2012; њена прва песма са спотом), На мору Црне Горе (са Ди-џеј Ђуром, 2013), Андоли (2014), Лоша навика (са Ем-си Ином и Тајком, 2014), Дај ми чашу (са Дедиколдом, 2014), Аперитив (са Ди-џеј Агијем и Деспотом, 2015), Моја принцезо (дует са Јосипом Иванчићем, 2015), Сачмара (2016), Дао си ми зелено (2017; њена прва песма у Гранду), Стање за плакање (са Урошем Живковићем, 2017), Мјесечар (2017), Нек’ пукне гром у рузмарин (2018) и NMG JBG (2019).

### Остало
Учествовала је у ријалити-шоуу Задруга 2, од 6. септембра 2018. до 28. јануара 2019. године; на такмичењу Задруговизија је извела Карлеушину пјесму Управо остављена и са Павлом Јовановићем дует Блуд и неморал Пејовића и Арадиновићеве.

## Приватни живот
Била је у вези са Бојаном Гаћешом (током Задруге 2). Прије овога имала је двије неуспјешне везе. Спекулисало се и да је била у вези са Гораном Ратковићем Ралетом, који јој је радио пјесме као продуцент.
Имала је карцином штитњаче.
Није у роду са Селмом Бајрами. Пријатељице су јој Драгана Митар и Мина Врбашки, такође учеснице Задруге. Пријатељ јој је и дугогодишњим сарадник Саша Лазић, који јој је написао готово све пјесме.

## Дискографија
| - Пола Балкана (2012) - Избриши мој број (2012) - Промаја у глави (са Динчом, 2012) - На мору Црне Горе (са Ди-џеј Ђуром, 2013) - Андоли (2014) - Лоша навика (са Ем-си Ином и Тајком, 2014) - Дај ми чашу (са Дедиколдом, 2014) - Луди од рођења (са Маус Макијем, 2014) - Аперитив (са Ди-џеј Агијем и Деспотом, 2015) - Моја принцезо (дует са Јосипом Иванчићем, 2015) - Сачмара (2016) - Maximum (са Бакијем Б3 и Ем-си Кнелетом, 2016) - Дао си ми зелено (2017) - Стање за плакање (са Урошем Живковићем, 2017) - Мјесечар (2017) - Нек’ пукне гром у рузмарин (2018) - Није луд (2019) - Глупаче [кавер] (2019) - Перверзија (са Армином Дедићем, 2019) - Телефон (са Пројекат бендом, 2019) - Сад ме зовеш (2019) - NMG JBG (2019) - Две музике [кавер] (2019) - Музику појачај [кавер] (2019) - Април [кавер] (2019) - За моје добро [кавер] (2019) - Метак [кавер] (2019) - Бела [кавер] (2019) - Талисмани (2019) - Да није љубави (2020) - Два живота (дует са Насером Кајтазовићем, 2020) - Да ли си ме волио ил’ ниси (2021) - Циганин (2022) - Хајде команданте (2022) - Andiamo (2023) - Теци ми кроз вене обрада са Стефан Кокот (2023) - Млада и луда (2024) - Мала ломи (2024) - Води га (2024) - Дијагноза (2024) | \| Спот \| Година \| Режисер \| \| -------------------------- \| ------ \| ------------------- \| \| Промаја у глави \| 2012. \| MCStudio \| \| На мору Црне Горе \| 2013. \| MCSTUDIOBN \| \| Лоша навика \| 2014. \| Toxic Entertainment \| \| Дај ми чашу \| 2014. \| Жељко Лучић \| \| Луди од рођења \| 2014. \| MC Studio BN \| \| Аперитив \| 2015. \| Toxic Entertainment \| \| Сачмара \| 2016. \| C4D \| \| Дао си ми зелено \| 2017. \| Paradox Pictures \| \| Мјесечар \| 2017. \| Јасмин Пивић \| \| Нек' пукне гром у рузмарин \| 2018. \| Горан Матијевић \| \| Maximum \| 2018. \| Vanity \| \| Није луд \| 2019. \| Горан Матијевић \| \| Глупаче [кавер] \| 2019. \| Hot Spot Media \| \| Перверзија \| 2019. \| Ведад Јашаревић \| \| Телефон \| 2019. \| Paradox Pictures \| \| Сад ме зовеш \| 2019. \| Ведад Јашаревић \| \| NMG JBG \| 2019. \| Ведад Јашаревић \| \| Две музике [кавер] \| 2019. \| Paradox Pictures \| \| Бела [кавер] \| 2019. \| Paradox Pictures \| \| Талисмани \| 2019. \| Љуба Радојевић \| \| Да није љубави \| 2020. \| Ведад Јашаревић \| \| Два живота \| 2020. \| Paradox Pictures \| \| Да ли си ме волио ил ниси \| 2021. \| Paradox Pictures \| \| Циганин \| 2022. \| Горан Матијевић \| \| Хајде команданте \| 2022. \| New Era Digital \| \| Andiamo \| 2023. \| Paradox Pictures \| |                     |
| Спот | Година | Режисер             |
| Промаја у глави | 2012. | MCStudio            |
| На мору Црне Горе | 2013. | MCSTUDIOBN          |
| Лоша навика | 2014. | Toxic Entertainment |
| Дај ми чашу | 2014. | Жељко Лучић         |
| Луди од рођења | 2014. | MC Studio BN        |
| Аперитив | 2015. | Toxic Entertainment |
| Сачмара | 2016. | C4D                 |
| Дао си ми зелено | 2017. | Paradox Pictures    |
| Мјесечар | 2017. | Јасмин Пивић        |
| Нек' пукне гром у рузмарин | 2018. | Горан Матијевић     |
| Maximum | 2018. | Vanity              |
| Није луд | 2019. | Горан Матијевић     |
| Глупаче [кавер] | 2019. | Hot Spot Media      |
| Перверзија | 2019. | Ведад Јашаревић     |
| Телефон | 2019. | Paradox Pictures    |
| Сад ме зовеш | 2019. | Ведад Јашаревић     |
| NMG JBG | 2019. | Ведад Јашаревић     |
| Две музике [кавер] | 2019. | Paradox Pictures    |
| Бела [кавер] | 2019. | Paradox Pictures    |
| Талисмани | 2019. | Љуба Радојевић      |
| Да није љубави | 2020. | Ведад Јашаревић     |
| Два живота | 2020. | Paradox Pictures    |
| Да ли си ме волио ил ниси | 2021. | Paradox Pictures    |
| Циганин | 2022. | Горан Матијевић     |
| Хајде команданте | 2022. | New Era Digital     |
| Andiamo | 2023. | Paradox Pictures    |